# Anna (romanzo)
(Niccolò Ammaniti, Anna)
Anna è un romanzo dello scrittore italiano Niccolò Ammaniti, pubblicato nel 2015.

## Storia editoriale
Ammaniti in un'intervista racconta di aver covato l'idea per molti anni, prima di scrivere il romanzo: 
(Niccolò Ammaniti)

## Trama
Nel 2016 si diffonde in tutto il mondo (apparentemente a partire dal Belgio) una misteriosa malattia soprannominata "Rossa", che causa in breve tempo la sterilità e la morte dei contagiati, il cui corpo viene ricoperto da macchie rosse; poiché il morbo sembra impossibile da curare o evitare, gran parte della popolazione viene rapidamente sterminata. Gli unici che risultano immuni sono i bambini, poiché il virus rimane latente fino alla pubertà (generalmente fino ai quattordici o quindici anni, con l'apparizione delle prime mestruazioni e della spermatogenesi); così i piccoli si trovano da soli a doversela cavare senza alcun adulto, elettricità o acqua corrente, sopravvivendo come possono in un mondo abbandonato e desolato. Tutti sono comunque destinati a morire all'incirca prima dei sedici anni, quando la Rossa si manifesta sui loro corpi.
Nel 2020 la tredicenne Anna vive con il fratello minore Astor in un podere nascosto in Sicilia, quest'ultima devastata dalla Rossa e da alcuni incendi che qualche anno prima hanno distrutto buona parte dell'isola. La ragazzina si occupa del fratello, uscendo dalla casa per andare a cercare cibo e altre risorse nei dintorni. Per non dover esporre Astor alla terribile realtà, Anna gli racconta di cosiddetti "mostri" che vivono all'esterno del bosco in cui si trova il loro rifugio, affinché non cerchi mai di avventurarsi all'esterno. Anna fa affidamento soprattutto su un quaderno lasciatole dalla madre poco prima di morire, nel quale sono contenute dettagliate istruzioni su come sopravvivere in varie circostanze. Un giorno la ragazza, durante una delle sue peregrinazioni, ha uno scontro con un feroce maremmano inselvatichito, che riesce a ferire gravemente. Quando ritorna sul posto e lo trova ancora vivo contro ogni aspettativa, decide di avere pietà di lui e lo disseta con un po' d'acqua, permettendo così, senza saperlo, la sua sopravvivenza.
Dopo essere tornata da un'uscita, Anna trova il podere devastato e il fratello scomparso: Astor è stato rapito da una banda di bambini capitanata da due ragazzini di nome Angelica e l'Orso, i quali reclutano vari bambini piccoli con cui si imbattono e che non si fanno scrupoli a uccidere e mutilare i ragazzini che incontrano anche solo per rubare loro delle provviste. Anna decide di partire per cercarlo; lungo la strada si imbatte nel maremmano, diventato docile e servizievole, il quale inizia a seguirla e che lei chiama "Coccolone", e Pietro, un suo coetaneo alla ricerca ossessiva di uno specifico paio di Adidas che ritiene possa curare la Rossa. Pietro conduce Anna fino al Grand Hotel Terme Elise, il covo di Angelica e l'Orso. Qui si dirigono molti ragazzini con dei doni da offrire, poiché pare che lì si trovi un'adulta chiamata Picciridduna, capace di guarire dalla malattia in cambio di offerte. La ragazza trova Astor, ma il bambino si rifiuta di seguirla preferendo rimanere con gli altri bambini, accusandola di avergli mentito riguardo al mondo esterno. Anna se ne va distrutta, ma sceglie di rimanere all'hotel per assistere alla festa del Fuoco, durante la quale la Picciridduna viene bruciata affinché i ragazzini che mangino le sue ceneri possano guarire dalla Rossa. La Picciridduna si rivela un'ermafrodita priva di intelligenza, il cui sacrificio non porta a nulla. Anna si ricongiunge con Pietro e Astor e i tre, accompagnati da Coccolone, si stabiliscono temporaneamente a Cefalù, dove passano un po' di tempo insieme. Il giorno successivo al suo compleanno, ad Anna vengono le prime mestruazioni; lo nasconde ai due compagni nonostante la sua preoccupazione, ma li incita ad attuare il loro progetto di raggiungere lo stretto di Messina per andare sul continente in Calabria e cercare possibili adulti sopravvissuti all'epidemia. 
Durante il viaggio, Pietro (che mostra i primi sintomi della Rossa), riesce a riparare un motorino che hanno recuperato, sperando di sfruttarlo per muoversi più velocemente. Tuttavia, durante una prova, ha un incidente e resta ferito gravemente; dopo tre giorni passati ad agonizzare, convince Anna a ucciderlo asfissiandolo con due buste di plastica (metodo che lui stesso praticava con un parente poco dopo il manifestarsi della malattia, per porre fine alle sofferenze dei malati). Anna e Astor raggiungono Messina e, mediante un pedalò, raggiungono con Coccolone la terraferma, trovando delusi un ambiente abbandonato e distrutto non molto diverso dalla Sicilia. In un negozio i due fratelli rinvengono un paio delle Adidas ricercate da Pietro e ne indossano una a testa nella speranza che possano davvero aiutarli.

## Nella cultura di massa
Sky Studios e Wildside in collaborazione con Arte France hanno prodotto la miniserie televisiva Anna in sei puntate, trasmessa nel 2021.

## Edizioni
- Niccolò Ammaniti, Anna, Torino, Einaudi, 2015,  p. 284, ISBN 978-88-06-22775-3.